# Dominik Zieliński
Dominik Zieliński (ur. 25 kwietnia 1980) – polski lekkoatleta, kulomiot.

## Osiągnięcia
Reprezentant AZS-AWF Gdańsk (do 2004), Lechię Gdańsk (2005–2008) oraz Floty Gdynia (2009–2010). W roku 2006 zdobył złoty medal podczas Mistrzostw Polski Seniorów. Trzeci zawodnik Zimowego Pucharu Europy w Rzutach (Jałta 2007).

## Rekordy życiowe
Na stadionie
- pchnięcie kulą – 20,12 m (11 czerwca 2008, Płock) – 14. wynik w historii polskiej lekkoatletyki[1]

W hali
- pchnięcie kulą – 19,45 m (2007)